# Tournoi de tennis du Brésil
Le tournoi du Brésil est un tournoi de tennis professionnel masculin (ATP World Tour) et féminin (WTA Tour).
- La première édition de l'épreuve masculine remonte à 1974 et a été organisée à São Paulo par le circuit WCT pour une durée de 3 ans. Depuis, plusieurs tournois ont été organisés à São Paulo, de 2001 à 2011 à Costa do Sauípe (près de Bahia) et puis à partir de 2012 à nouveau à São Paulo.
- L'épreuve féminine s'est tenue à une quinzaine de reprises entre 1977 et 2002, dans différentes villes telles que São Paulo ou Bahia. En 2013, une nouvelle édition est organisée à Florianópolis. Toutefois en 2017, elle cède sa place au calendrier au profit du tournoi de Budapest en Hongrie. Elle revient en 2023 en catégorie WTA 125.

D'autres tournois de tennis du circuit ATP sont organisés au Brésil, l'Open de Rio de Janeiro, le Tournoi d'Itaparica et le Tournoi de Guaruja.

## Palmarès dames

### Simple
| No | Date       | Nom et lieu du tournoi                | Catégorie      | Dotation       | Surface        | Vainqueure         | Finaliste          | Score          |                |
| -- | ---------- | ------------------------------------- | -------------- | -------------- | -------------- | ------------------ | ------------------ | -------------- | -------------- |
| 1  | 17-10-1977 | Colgate Brazil Open, São Paulo        |                | 75 000 $       | Terre (ext.)   | Billie Jean King   | Betty Stöve        | 6-1, 6-4       | Tableau        |
|    | 1978-1983  | Pas de tournoi                        | Pas de tournoi | Pas de tournoi | Pas de tournoi | Pas de tournoi     | Pas de tournoi     | Pas de tournoi | Pas de tournoi |
| 2  | 09-07-1984 | Santista Textile Open, Rio de Janeiro |                | 50 000 $       | Dur (ext.)     | Sandra Cecchini    | Adriana Villagrán  | 6-3, 6-3       | Tableau        |
| 3  | 18-03-1985 | Brazilian Open, São Paulo             |                | 50 000 $       | Terre (ext.)   | Mercedes Paz       | Laura Arraya       | 5-7, 6-1, 6-4  | Tableau        |
| 4  | 08-12-1986 | Brazilian Open, São Paulo             |                | 50 000 $       | Terre (ext.)   | Vicki Nelson       | Jenny Klitch       | 6-2, 7-6       | Tableau        |
| 5  | 07-12-1987 | Brazilian Open, Guarujá               |                | 50 000 $       | Dur (ext.)     | Neige Dias         | Pat Medrado        | 6-0, 6-7, 6-4  | Tableau        |
| 6  | 07-11-1988 | Rainha Cup, Guarujá                   | Tier V         | 50 000 $       | Dur (ext.)     | Mercedes Paz       | Rene Simpson       | 7-5, 6-2       | Tableau        |
| 7  | 11-12-1989 | The Rainha Classic, Guarujá           | Tier V         | 75 000 $       | Dur (ext.)     | Federica Haumüller | Patricia Tarabini  | 7-6, 6-4       | Tableau        |
| 8  | 26-11-1990 | Nivea Cup, São Paulo                  | Tier V         | 75 000 $       | Terre (ext.)   | Veronika Martinek  | Donna Faber        | 6-2, 6-4       | Tableau        |
| 9  | 02-12-1991 | Nivea Cup, São Paulo                  | Tier V         | 75 000 $       | Terre (ext.)   | Sabine Hack        | Veronika Martinek  | 6-3, 7-5       | Tableau        |
|    | 1992       | Pas de tournoi                        | Pas de tournoi | Pas de tournoi | Pas de tournoi | Pas de tournoi     | Pas de tournoi     | Pas de tournoi | Pas de tournoi |
| 10 | 25-10-1993 | Bancesa Classic, Curitiba             | Tier IV        | 100 000 $      | Terre (ext.)   | Sabine Hack        | Florencia Labat    | 6-2, 6-0       | Tableau        |
|    | 1994-1998  | Pas de tournoi                        | Pas de tournoi | Pas de tournoi | Pas de tournoi | Pas de tournoi     | Pas de tournoi     | Pas de tournoi | Pas de tournoi |
| 11 | 04-10-1999 | Brazil Open, São Paulo                | Tier IVa       | 142 500 $      | Terre (ext.)   | Fabiola Zuluaga    | Patricia Wartusch  | 7-5, 4-6, 7-5  | Tableau        |
| 12 | 14-02-2000 | Brazil Open, São Paulo                | Tier IVa       | 140 000 $      | Terre (ext.)   | Rita Kuti-Kis      | Paola Suárez       | 4-6, 6-4, 7-5  | Tableau        |
| 13 | 10-09-2001 | Brazil Open, Bahia                    | Tier II        | 625 000 $      | Dur (ext.)     | Monica Seles       | Jelena Dokić       | 6-3, 6-3       | Tableau        |
| 14 | 09-09-2002 | Brazil Open, Bahia                    | Tier II        | 650 000 $      | Dur (ext.)     | Anastasia Myskina  | Eléni Daniilídou   | 6-3, 0-6, 6-2  | Tableau        |
|    | 2003-2012  | Pas de tournoi                        | Pas de tournoi | Pas de tournoi | Pas de tournoi | Pas de tournoi     | Pas de tournoi     | Pas de tournoi | Pas de tournoi |
| 15 | 25-02-2013 | Brazil Tennis Cup, Florianópolis      | Intern'l       | 226 750 $      | Dur (ext.)     | Monica Niculescu   | Olga Puchkova      | 6-2, 4-6, 6-4  | Tableau        |
| 16 | 24-02-2014 | Brazil Tennis Cup, Florianópolis      | Intern'l       | 226 750 $      | Dur (ext.)     | Klára Zakopalová   | Garbiñe Muguruza   | 4-6, 7-5, 6-0  | Tableau        |
| 17 | 27-07-2015 | Brazil Tennis Cup, Florianópolis      | Intern'l       | 226 750 $      | Dur (ext.)     | Teliana Pereira    | Annika Beck        | 6-4, 4-6, 6-1  | Tableau        |
| 18 | 31-07-2016 | Brazil Tennis Cup, Florianópolis      | Intern'l       | 226 750 $      | Dur (ext.)     | Irina-Camelia Begu | Tímea Babos        | 2-6, 6-4, 6-3  | Tableau        |
|    | 2017-2022  | Pas de tournoi                        | Pas de tournoi | Pas de tournoi | Pas de tournoi | Pas de tournoi     | Pas de tournoi     | Pas de tournoi | Pas de tournoi |
| 19 | 20-11-2023 | MundoTenis Open, Florianópolis        | WTA 125        | 115 000 $      | Terre (ext.)   | Ajla Tomljanović   | M. Capurro Taborda | 6-1, 7-5       | Tableau        |
| 20 | 02-12-2024 | MundoTenis Open, Florianópolis        | WTA 125        | 115 000 $      | Terre (ext.)   | Maja Chwalińska    | Ylena In-Albon     | 6-1, 6-2       | Tableau        |

### Double
| No | Date       | Nom et lieu du tournoi               | Catégorie      | Dotation       | Surface        | Vainqueures                                | Finalistes                                | Score             |                |
| -- | ---------- | ------------------------------------ | -------------- | -------------- | -------------- | ------------------------------------------ | ----------------------------------------- | ----------------- | -------------- |
| 1  | 17-10-1977 | Colgate Brazil Open São Paulo        |                | 75 000 $       | Terre (ext.)   | Kerry Reid Wendy Turnbull                  | Martina Navrátilová Betty Stöve           | 6-3, 5-7, 6-2     | Tableau        |
|    | 1978-1983  | Pas de tournoi                       | Pas de tournoi | Pas de tournoi | Pas de tournoi | Pas de tournoi                             | Pas de tournoi                            | Pas de tournoi    | Pas de tournoi |
| 2  | 09-07-1984 | Santista Textile Open Rio de Janeiro |                | 50 000 $       | Dur (ext.)     | Jill Hetherington Hélène Pelletier         | Penny Barg Kylie Copeland                 | 6-3, 2-6, 7-6     | Tableau        |
| 3  | 18-03-1985 | Brazilian Open São Paulo             |                | 50 000 $       | Terre (ext.)   | Gabriela Sabatini Mercedes Paz             | Neige Dias Csilla Bartos                  | 7-5, 6-4          | Tableau        |
| 4  | 08-12-1986 | Brazilian Open São Paulo             |                | 50 000 $       | Terre (ext.)   | Neige Dias Pat Medrado                     | Laura Arraya Petra Huber                  | 4-6, 6-4, 7-6     | Tableau        |
| 5  | 07-12-1987 | Brazilian Open Guarujá               |                | 50 000 $       | Dur (ext.)     | Katrina Adams Cheryl Jones                 | Jill Hetherington Mercedes Paz            | 6-4, 4-6, 6-4     | Tableau        |
| 6  | 07-11-1988 | Rainha Cup Guarujá                   | Tier V         | 50 000 $       | Dur (ext.)     | Bettina Fulco Mercedes Paz                 | Carin Bakkum Simone Schilder              | 6-3, 6-4          | Tableau        |
| 7  | 11-12-1989 | The Rainha Classic Guarujá           | Tier V         | 75 000 $       | Dur (ext.)     | Mercedes Paz Patricia Tarabini             | Claudia Chabalgoity Luciana Corsato       | 6-2, 6-2          | Tableau        |
| 8  | 26-11-1990 | Nivea Cup São Paulo                  | Tier V         | 75 000 $       | Terre (ext.)   | Bettina Fulco Eva Švíglerová               | Mary Pierce Luanne Spadea                 | 7-5, 6-4          | Tableau        |
| 9  | 02-12-1991 | Nivea Cup São Paulo                  | Tier V         | 75 000 $       | Terre (ext.)   | Inés Gorrochategui Mercedes Paz            | Renata Baranski Laura Glitz               | 6-2, 6-2          | Tableau        |
|    | 1992       | Pas de tournoi                       | Pas de tournoi | Pas de tournoi | Pas de tournoi | Pas de tournoi                             | Pas de tournoi                            | Pas de tournoi    | Pas de tournoi |
| 10 | 25-10-1993 | Bancesa Classic Curitiba             | Tier IV        | 100 000 $      | Terre (ext.)   | Sabine Hack Veronika Martinek              | Claudia Chabalgoity Andrea Vieira         | 6-2, 7-6          | Tableau        |
|    | 1994-1998  | Pas de tournoi                       | Pas de tournoi | Pas de tournoi | Pas de tournoi | Pas de tournoi                             | Pas de tournoi                            | Pas de tournoi    | Pas de tournoi |
| 11 | 04-10-1999 | Brazil Open São Paulo                | Tier IVa       | 142 500 $      | Terre (ext.)   | Laura Montalvo Paola Suárez                | Janette Husárová Florencia Labat          | 6-7, 7-5, 7-5     | Tableau        |
| 12 | 14-02-2000 | Brazil Open São Paulo                | Tier IVa       | 140 000 $      | Terre (ext.)   | Laura Montalvo Paola Suárez                | Janette Husárová Florencia Labat          | 5-7, 6-4, 6-3     | Tableau        |
| 13 | 10-09-2001 | Brazil Open Bahia                    | Tier II        | 625 000 $      | Dur (ext.)     | Amanda Coetzer Lori McNeil                 | Nicole Arendt Patricia Tarabini           | 6-78, 6-2, 6-4    | Tableau        |
| 14 | 09-09-2002 | Brazil Open Bahia                    | Tier II        | 650 000 $      | Dur (ext.)     | Virginia Ruano Pascual Paola Suárez        | Émilie Loit Rossana de los Ríos           | 6-4, 6-1          | Tableau        |
|    | 2003-2012  | Pas de tournoi                       | Pas de tournoi | Pas de tournoi | Pas de tournoi | Pas de tournoi                             | Pas de tournoi                            | Pas de tournoi    | Pas de tournoi |
| 15 | 25-02-2013 | Brazil Tennis Cup Florianópolis      | Intern'l       | 226 750 $      | Dur (ext.)     | Anabel Medina Garrigues Yaroslava Shvedova | Anne Keothavong Valeria Savinykh          | 6-0, 6-4          | Tableau        |
| 16 | 24-02-2014 | Brazil Tennis Cup Florianópolis      | Intern'l       | 226 750 $      | Dur (ext.)     | Anabel Medina Garrigues Yaroslava Shvedova | Francesca Schiavone Sílvia Soler Espinosa | 7-61, 2-6, [10-3] | Tableau        |
| 17 | 27-07-2015 | Brazil Tennis Cup Florianópolis      | Intern'l       | 226 750 $      | Terre (ext.)   | Annika Beck Laura Siegemund                | María Irigoyen Paula Kania                | 6-3, 7-61         | Tableau        |
| 18 | 31-07-2016 | Brazil Tennis Cup Florianópolis      | Intern'l       | 226 750 $      | Terre (ext.)   | Lyudmyla Kichenok Nadiia Kichenok          | Tímea Babos Réka Luca Jani                | 6-3, 6-1          | Tableau        |
|    | 2017-2022  | Pas de tournoi                       | Pas de tournoi | Pas de tournoi | Pas de tournoi | Pas de tournoi                             | Pas de tournoi                            | Pas de tournoi    | Pas de tournoi |
| 19 | 20-11-2023 | MundoTenis Open Florianópolis        | WTA 125        | 115 000 $      | Terre (ext.)   | Sara Errani Léolia Jeanjean                | Julia Lohoff Conny Perrin                 | 7-5, 3-6, [10-7]  | Tableau        |
| 20 | 02-12-2024 | MundoTenis Open Florianópolis        | WTA 125        | 115 000 $      | Terre (ext.)   | Maja Chwalińska Laura Pigossi              | N. Fossa Huergo Valeriya Strakhova        | 7-63, 6-3         | Tableau        |

## Palmarès messieurs

### Simple
| No | Date       | Nom et lieu du tournoi       | Catégorie      | Dotation       | Surface         | Vainqueur           | Finaliste            | Score           |                |
| -- | ---------- | ---------------------------- | -------------- | -------------- | --------------- | ------------------- | -------------------- | --------------- | -------------- |
| 1  | 18-03-1974 | Copersucar, São Paulo        | WCT            | 50 000 $       | Moquette (int.) | Björn Borg          | Arthur Ashe          | 6-2, 3-6, 6-3   |                |
| 2  | 10-03-1975 | Copersucar, São Paulo        | WCT            | 60 000 $       | Moquette (int.) | Rod Laver           | Charlie Pasarell     | 6-4, 6-4        |                |
| 3  | 29-03-1976 | Copersucar, São Paulo        | WCT            | 60 000 $       | Moquette (int.) | Björn Borg          | Guillermo Vilas      | 7-64, 6-2       |                |
| 4  | 15-11-1976 | Itaú, São Paulo              | Grand Prix     | 50 000 $       | Moquette (int.) | Guillermo Vilas     | José Higueras        | 6-3, 6-0        |                |
|    | 1977-1979  | Pas de tournoi               | Pas de tournoi | Pas de tournoi | Pas de tournoi  | Pas de tournoi      | Pas de tournoi       | Pas de tournoi  | Pas de tournoi |
| 5  | 28-04-1980 | Brazilian Open, São Paulo    | Grand Prix     | 175 000 $      | Moquette (int.) | Wojtek Fibak        | Vincent Van Patten   | 6-0, 7-6        |                |
|    | 1981       | Pas de tournoi               | Pas de tournoi | Pas de tournoi | Pas de tournoi  | Pas de tournoi      | Pas de tournoi       | Pas de tournoi  | Pas de tournoi |
| 6  | 15-11-1982 | Brazilian Open, São Paulo    | Grand Prix     | 200 000 $      | Terre (int.)    | José Luis Clerc     | Marcos Hocevar       | 6-2, 6-7, 6-3   |                |
|    | 1983-1986  | Pas de tournoi               | Pas de tournoi | Pas de tournoi | Pas de tournoi  | Pas de tournoi      | Pas de tournoi       | Pas de tournoi  | Pas de tournoi |
| 7  | 09-11-1987 | Ford Cup, São Paulo          | Grand Prix     | 89 400 $       | Dur (ext.)      | Jaime Yzaga         | Luiz Mattar          | 6-2, 4-6, 6-2   |                |
| 8  | 31-10-1988 | Ford Cup, São Paulo          | Grand Prix     | 100 000 $      | Dur (ext.)      | Jay Berger          | Horacio de la Peña   | 6-4, 6-4        |                |
| 9  | 06-11-1989 | Philips Open, São Paulo      | Grand Prix     | 100 000 $      | Moquette (ext.) | Martín Jaite        | Javier Sánchez       | 7-6, 6-3        |                |
| 10 | 22-10-1990 | Philips Open, São Paulo      | World Series   | 125 000 $      | Moquette (ext.) | Robbie Weiss        | Jaime Yzaga          | 3-6, 7-6, 6-3   |                |
| 11 | 04-11-1991 | Banespa Open, São Paulo      | World Series   | 225 000 $      | Dur (ext.)      | Christian Miniussi  | Jaime Oncins         | 2-6, 6-3, 6-4   |                |
| 12 | 09-11-1992 | Banespa Open, São Paulo      | World Series   | 235 000 $      | Dur (ext.)      | Luiz Mattar         | Jaime Oncins         | 6-1, 6-4        |                |
| 13 | 01-11-1993 | Banespa Open, São Paulo      | World Series   | 175 000 $      | Terre (ext.)    | Alberto Berasategui | Sláva Doseděl        | 6-4, 6-3        |                |
|    | 1994-2000  | Pas de tournoi               | Pas de tournoi | Pas de tournoi | Pas de tournoi  | Pas de tournoi      | Pas de tournoi       | Pas de tournoi  | Pas de tournoi |
| 14 | 10-09-2001 | Brasil Open, Costa do Sauípe | Int' Series    | 375 000 $      | Dur (ext.)      | Jan Vacek           | Fernando Meligeni    | 2-6, 7-62, 6-3  | Tableau        |
| 15 | 09-09-2002 | Brasil Open, Costa do Sauípe | Int' Series    | 546 000 $      | Dur (ext.)      | Gustavo Kuerten     | Guillermo Coria      | 64-7, 7-5, 7-62 | Tableau        |
| 16 | 08-09-2003 | Brasil Open, Costa do Sauípe | Int' Series    | 355 000 $      | Dur (ext.)      | Sjeng Schalken      | Rainer Schüttler     | 6-2, 6-4        | Tableau        |
| 17 | 23-02-2004 | Brasil Open, Costa do Sauípe | Int' Series    | 355 000 $      | Terre (ext.)    | Gustavo Kuerten     | Agustín Calleri      | 3-6, 6-2, 6-3   | Tableau        |
| 18 | 14-02-2005 | Brasil Open, Costa do Sauípe | Int' Series    | 355 000 $      | Terre (ext.)    | Rafael Nadal        | Alberto Martín       | 6-0, 62-7, 6-1  | Tableau        |
| 19 | 20-02-2006 | Brasil Open, Costa do Sauípe | Int' Series    | 355 000 $      | Terre (ext.)    | Nicolás Massú       | Alberto Martín       | 6-3, 6-4        | Tableau        |
| 20 | 12-02-2007 | Brasil Open, Costa do Sauípe | Int' Series    | 431 000 $      | Terre (ext.)    | Guillermo Cañas     | Juan Carlos Ferrero  | 7-64, 6-2       | Tableau        |
| 21 | 11-02-2008 | Brasil Open, Costa do Sauípe | Int' Series    | 460 000 $      | Terre (ext.)    | Nicolás Almagro     | Carlos Moyà          | 7-64, 3-6, 7-5  | Tableau        |
| 22 | 09-02-2009 | Brasil Open, Costa do Sauípe | ATP 250        | 505 000 $      | Terre (ext.)    | Tommy Robredo       | Thomaz Bellucci      | 6-3, 3-6, 6-4   | Tableau        |
| 23 | 08-02-2010 | Brasil Open, Costa do Sauípe | ATP 250        | 442 500 $      | Terre (ext.)    | Juan Carlos Ferrero | Łukasz Kubot         | 6-1, 6-0        | Tableau        |
| 24 | 07-02-2011 | Brasil Open, Costa do Sauípe | ATP 250        | 470 200 $      | Terre (ext.)    | Nicolás Almagro     | Alexandr Dolgopolov  | 6-3, 7-63       | Tableau        |
| 25 | 13-02-2012 | Brasil Open, São Paulo       | ATP 250        | 475 300 $      | Terre (int.)    | Nicolás Almagro     | Filippo Volandri     | 6-3, 4-6, 6-4   | Tableau        |
| 26 | 11-02-2013 | Brasil Open, São Paulo       | ATP 250        | 455 775 $      | Terre (int.)    | Rafael Nadal        | David Nalbandian     | 6-2, 6-3        | Tableau        |
| 27 | 24-02-2014 | Brasil Open, São Paulo       | ATP 250        | 474 005 $      | Terre (int.)    | Federico Delbonis   | Paolo Lorenzi        | 4-6, 6-3, 6-4   | Tableau        |
| 28 | 09-02-2015 | Brasil Open, São Paulo       | ATP 250        | 444 650 $      | Terre (int.)    | Pablo Cuevas        | Luca Vanni           | 6-4, 3-6, 7-64  | Tableau        |
| 29 | 22-02-2016 | Brasil Open, São Paulo       | ATP 250        | 436 220 $      | Terre (ext.)    | Pablo Cuevas        | Pablo Carreño-Busta  | 7-64, 6-3       | Tableau        |
| 30 | 27-02-2017 | Brasil Open, São Paulo       | ATP 250        | 455 565 $      | Terre (ext.)    | Pablo Cuevas        | Albert Ramos-Viñolas | 63-7, 6-4, 6-4  | Tableau        |
| 31 | 26-02-2018 | Brasil Open, São Paulo       | ATP 250        | 516 205 $      | Terre (ext.)    | Fabio Fognini       | Nicolás Jarry        | 1-6, 6-1, 6-4   | Tableau        |
| 32 | 25-02-2019 | Brasil Open, São Paulo       | ATP 250        | 550 145 $      | Terre (int.)    | Guido Pella         | Cristian Garín       | 7-5, 6-3        | Tableau        |

### Double
| No | Date       | Nom et lieu du tournoi       | Catégorie      | Dotation       | Surface         | Vainqueurs                            | Finalistes                            | Score               |                |
| -- | ---------- | ---------------------------- | -------------- | -------------- | --------------- | ------------------------------------- | ------------------------------------- | ------------------- | -------------- |
| 1  | 18-03-1974 | Copersucar, São Paulo        | WCT            | 50 000 $       | Moquette (int.) | Adriano Panatta Ion Țiriac            | Ove Bengtson Björn Borg               | 7-5, 3-6, 6-3       |                |
| 2  | 10-03-1975 | Copersucar, São Paulo        | WCT            | 60 000 $       | Moquette (int.) | Ross Case Geoff Masters               | Brian Gottfried Raúl Ramírez          | 65-7, 7-65, 7-66    |                |
| 3  | 29-03-1976 | Copersucar, São Paulo        | WCT            | 60 000 $       | Moquette (int.) | Ross Case Geoff Masters               | Charlie Pasarell Allan Stone          | 7-5, 6-1            |                |
| 4  | 15-11-1976 | Itaú, São Paulo              | Grand Prix     | 50 000 $       | Moquette (int.) | Lito Álvarez Víctor Pecci             | Ricardo Cano Belus Prajoux            | 6-4, 3-6, 6-3       |                |
|    | 1977-1979  | Pas de tournoi               | Pas de tournoi | Pas de tournoi | Pas de tournoi  | Pas de tournoi                        | Pas de tournoi                        | Pas de tournoi      | Pas de tournoi |
| 5  | 28-04-1980 | Brazilian Open, São Paulo    | Grand Prix     | 175 000 $      | Moquette (int.) | Anand Amritraj Fritz Buehning         | David Carter Chris Lewis              | 7-6, 6-2            |                |
|    | 1981       | Pas de tournoi               | Pas de tournoi | Pas de tournoi | Pas de tournoi  | Pas de tournoi                        | Pas de tournoi                        | Pas de tournoi      | Pas de tournoi |
| 6  | 15-11-1982 | Brazilian Open, São Paulo    | Grand Prix     | 200 000 $      | Terre (int.)    | Carlos Kirmayr Cássio Motta           | Peter McNamara Ferdi Taygan           | 6-3, 6-1            |                |
|    | 1983-1986  | Pas de tournoi               | Pas de tournoi | Pas de tournoi | Pas de tournoi  | Pas de tournoi                        | Pas de tournoi                        | Pas de tournoi      | Pas de tournoi |
| 7  | 09-11-1987 | Ford Cup, São Paulo          | Grand Prix     | 89 400 $       | Dur (ext.)      | Gilad Bloom Javier Sánchez            | Sergio Casal Tomás Carbonell          | 6-3, 6-7, 6-4       |                |
| 8  | 31-10-1988 | Ford Cup, São Paulo          | Grand Prix     | 100 000 $      | Dur (ext.)      | Jay Berger Horacio de la Peña         | Ricardo Acuña Javier Sánchez          | 5-7, 6-4, 6-3       |                |
| 9  | 06-11-1989 | Philips Open, São Paulo      | Grand Prix     | 100 000 $      | Moquette (ext.) |                                       |                                       | Tournoi non terminé |                |
| 10 | 22-10-1990 | Philips Open, São Paulo      | World Series   | 125 000 $      | Moquette (ext.) | Shelby Cannon Alfonso Mora            | Mark Koevermans Luiz Mattar           | 6-7, 6-3, 7-6       |                |
| 11 | 04-11-1991 | Banespa Open, São Paulo      | World Series   | 225 000 $      | Dur (ext.)      | Andrés Gómez Jaime Oncins             | Jorge Lozano Cássio Motta             | 7-5, 6-4            |                |
| 12 | 09-11-1992 | Banespa Open, São Paulo      | World Series   | 235 000 $      | Dur (ext.)      | Diego Pérez Francisco Roig            | Christer Allgårdh Carl Limberger      | 6-2, 7-6            |                |
| 13 | 01-11-1993 | Banespa Open, São Paulo      | World Series   | 175 000 $      | Terre (ext.)    | Sergio Casal Emilio Sánchez           | Pablo Albano Javier Frana             | 4-6, 7-6, 6-4       |                |
|    | 1994-2000  | Pas de tournoi               | Pas de tournoi | Pas de tournoi | Pas de tournoi  | Pas de tournoi                        | Pas de tournoi                        | Pas de tournoi      | Pas de tournoi |
| 14 | 10-09-2001 | Brasil Open, Costa do Sauípe | Int' Series    | 375 000 $      | Dur (ext.)      | Enzo Artoni Daniel Melo               | Gastón Etlis Brent Haygarth           | 6-3, 1-6, 7-65      | Tableau        |
| 15 | 09-09-2002 | Brasil Open, Costa do Sauípe | Int' Series    | 546 000 $      | Dur (ext.)      | Scott Humphries Mark Merklein         | Gustavo Kuerten André Sá              | 6-3, 7-61           | Tableau        |
| 16 | 08-09-2003 | Brasil Open, Costa do Sauípe | Int' Series    | 355 000 $      | Dur (ext.)      | Todd Perry Thomas Shimada             | Scott Humphries Mark Merklein         | 6-2, 6-4            | Tableau        |
| 17 | 23-02-2004 | Brasil Open, Costa do Sauípe | Int' Series    | 355 000 $      | Terre (ext.)    | Mariusz Fyrstenberg Marcin Matkowski  | Tomas Behrend Leoš Friedl             | 6-2, 6-2            | Tableau        |
| 18 | 14-02-2005 | Brasil Open, Costa do Sauípe | Int' Series    | 355 000 $      | Terre (ext.)    | František Čermák Leoš Friedl          | José Acasuso Ignacio González King    | 6-4, 6-4            | Tableau        |
| 19 | 20-02-2006 | Brasil Open, Costa do Sauípe | Int' Series    | 355 000 $      | Terre (ext.)    | Lukáš Dlouhý Pavel Vízner             | Mariusz Fyrstenberg Marcin Matkowski  | 6-1, 4-6, [10-3]    | Tableau        |
| 20 | 12-02-2007 | Brasil Open, Costa do Sauípe | Int' Series    | 431 000 $      | Terre (ext.)    | Lukáš Dlouhý Pavel Vízner             | Rubén Ramírez Hidalgo Albert Montañés | 6-2, 7-64           | Tableau        |
| 21 | 11-02-2008 | Brasil Open, Costa do Sauípe | Int' Series    | 460 000 $      | Terre (ext.)    | Marcelo Melo André Sá                 | Albert Montañés Santiago Ventura      | 4-6, 6-2, [10-7]    | Tableau        |
| 22 | 09-02-2009 | Brasil Open, Costa do Sauípe | ATP 250        | 505 000 $      | Terre (ext.)    | Marcel Granollers Tommy Robredo       | Lucas Arnold Ker Juan Mónaco          | 6-4, 7-5            | Tableau        |
| 23 | 08-02-2010 | Brasil Open, Costa do Sauípe | ATP 250        | 442 500 $      | Terre (ext.)    | Pablo Cuevas Marcel Granollers        | Łukasz Kubot Oliver Marach            | 7-5, 6-4            | Tableau        |
| 24 | 07-02-2011 | Brasil Open, Costa do Sauípe | ATP 250        | 470 200 $      | Terre (ext.)    | Marcelo Melo Bruno Soares             | Daniel Gimeno-Traver Pablo Andújar    | 7-64, 6-3           | Tableau        |
| 25 | 13-02-2012 | Brasil Open, São Paulo       | ATP 250        | 475 300 $      | Terre (int.)    | Eric Butorac Bruno Soares             | Michal Mertiňák André Sá              | 3-6, 6-4, [10-8]    | Tableau        |
| 26 | 11-02-2013 | Brasil Open, São Paulo       | ATP 250        | 455 775 $      | Terre (int.)    | Alexander Peya Bruno Soares           | František Čermák Michal Mertiňák      | 65-7, 6-2, [10-7]   | Tableau        |
| 27 | 24-02-2014 | Brasil Open, São Paulo       | ATP 250        | 474 005 $      | Terre (int.)    | Guillermo García-López Philipp Oswald | Juan Sebastián Cabal Robert Farah     | 5-7, 6-4, [15-13]   | Tableau        |
| 28 | 09-02-2015 | Brasil Open, São Paulo       | ATP 250        | 444 650 $      | Terre (int.)    | Juan Sebastián Cabal Robert Farah     | Paolo Lorenzi Diego Schwartzman       | 6-4, 6-2            | Tableau        |
| 29 | 22-02-2016 | Brasil Open, São Paulo       | ATP 250        | 436 220 $      | Terre (ext.)    | Julio Peralta Horacio Zeballos        | Pablo Carreño-Busta David Marrero     | 4-6, 6-1, [10-5]    | Tableau        |
| 30 | 27-02-2017 | Brasil Open, São Paulo       | ATP 250        | 455 565 $      | Terre (ext.)    | Rogério Dutra Silva André Sá          | Marcus Daniell Marcelo Demoliner      | 7-65, 5-7, [10-7]   | Tableau        |
| 31 | 26-02-2018 | Brasil Open, São Paulo       | ATP 250        | 516 205 $      | Terre (ext.)    | Federico Delbonis Máximo González     | Wesley Koolhof Artem Sitak            | 6-4, 6-2            | Tableau        |
| 32 | 25-02-2019 | Brasil Open, São Paulo       | ATP 250        | 550 145 $      | Terre (int.)    | Federico Delbonis Máximo González     | Luke Bambridge Jonny O'Mara           | 6-4, 6-3            | Tableau        |